# Bukan
Bukan (in curdo Bokan‎; persiano: بوکان) è una città dell'altopiano del Kurdistan nell'Iran occidentale, capoluogo dello shahrestān omonimo, nell'Azarbaijan occidentale. La città si trova a sud del lago di Urmia e sulla riva destra del fiume Siminarud. La maggioranza della popolazione è di etnia curda.